# Kippens
Kippens est une ville canadienne de la province de Terre-Neuve-et-Labrador.
L'origine de son pourrait être George Kippen, un capitaine de vaisseau anglais qui fréquentait l'endroit, ou bien viendrait de vient de Keeping, un des premiers colons. Les Micmacs et les Innus y pêchent au moins depuis le début du XVIIe siècle. Des marins français vinrent vers le début du XVIIIe siècle, avec des Acadiens de la Nouvelle-Écosse, et plus tard des Anglais.